# Schwartzia chocoensis
Schwartzia chocoensis är en tvåhjärtbladig växtart som beskrevs av Gir.-cañas. Schwartzia chocoensis ingår i släktet Schwartzia och familjen Marcgraviaceae. Inga underarter finns listade i Catalogue of Life.